# Польське медичне товариство
Польське медичне товариство (пол. Polskie Towarzystwo Lekarskie) — польське наукове товариство, засноване в 1951 році.

## Опис діяльності
Відповідно до Статуту, метою Товариства є:
- розвиток знань і підвищення наукового та професійного рівня медичних працівників;
- розвиток принципів медичної деонтології і контроль за їх дотриманням;
- формування оцінки нових наукових і технологічних рішень в області медицини;
- розвиток контактів і співпраці з лікарями з інших країн[1].

### Види діяльності
Товариство реалізує свої цілі за допомогою:
- співпраці з національними та зарубіжними медичними організаціями;
- організації професійної допомоги колегам;
- організації тематичних виставок, лекцій та семінарів;
- співпраці з органами державного управління та системи охорони здоров'я;
- постійне провадження наукової діяльності;
- проведення публікаційних, інформаційних і рекламних заходів, в тому числі на основі організації та проведення наукових конференцій, конгресів і зборів;
- оголошення конкурсів на наукові роботи в галузі охорони здоров'я[1].

### Склад
До складу Товариства входить 21 регіональна філія і 18 наукових секцій.

### Нагороди
Товариством затверджені пам'ятні знаки і медаль «Gloria Medicinae», яка є вищою нагородою Товариства. Медаль вручається «…за жертовне служіння людям, за найвищу повагу до здоров'я і життя людей, за старанне виконання мистецтва зцілення, за збереження честі і шляхетних традицій медичного товариства».

### Сьогодення
Головою Товариства є доктор наук, професор Вальдемар Костевич.
Актуальна інформація про діяльність Товариства публікується на сайті.